# Mike Perkins (Comiczeichner)

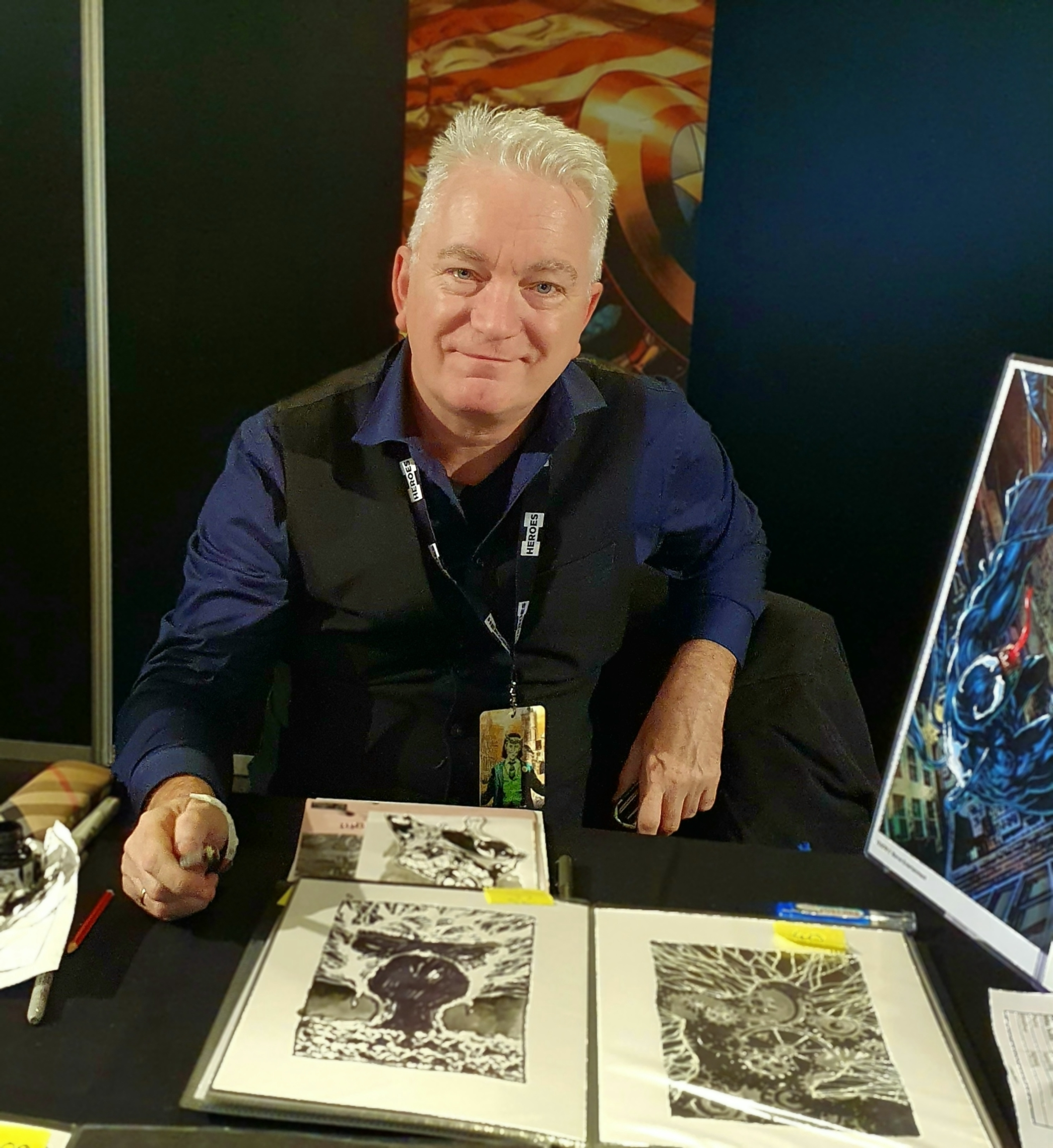
Mike Perkins, Belgian convention FACTS, Ghent, 2023

Mike Perkins ist ein britischer Comiczeichner und Tuscher.
Nach eigenen Angaben begann er schon sehr früh an zu zeichnen. Nach dem Besuch des Bournville College of Art in  Birmingham, England, machte er sich als  Künstler selbständig.
Neben der Illustration von Kinderbüchern hat Perkins auch Computerspiele und Cover gestaltet.
Frühe Arbeiten waren u. a. für 2000 AD, Marvel UK, Dorling Kindersley und Oxford University Press entstanden.
Am bekanntesten ist er für seine Arbeiten für amerikanische Comicverlage wie zum Beispiel CrossGen, Dark Horse Comics, DC Comics und Marvel Comics.